# Norbert Seitz
Norbert Seitz (* 1950 in Wiesbaden) ist ein deutscher Soziologe, Hochschullehrer und Sachbuchautor.

## Leben
Norbert Seitz legte das Abitur in Mainz ab, studierte Soziologie an der Johann Wolfgang Goethe-Universität in Frankfurt am Main und wurde 1982 mit der Dissertation Fortschritt – Glück – Utopie, Kritik der sozialdemokratischen Fortschrittsidee in Geschichte und Gegenwart zum Doktor der Philosophie promoviert. Von 1986 bis 1988 war er als Pressereferent an den Städtischen Bühnen Mainz und von 1989 bis 2005 als leitender Redakteur der Zeitschrift Frankfurter Hefte in Bonn und Berlin tätig. In der Zeit von 2007 bis 2013 war er Kulturredakteur (Essay & Diskurs, Das Kulturgespräch) beim Deutschlandfunk in Köln. Von 2010 bis 2013 lehrte er als Lehrbeauftragter am Institut für Politische Wissenschaft und Soziologie der Rheinischen Friedrich-Wilhelms-Universität Bonn. Ab 2014 wurde er freier Mitarbeiter des Deutschlandfunks und seit 2015 Lehrbeauftragter am Institut für Geschichtswissenschaften der Humboldt-Universität zu Berlin.
Norbert Seitz ist langjähriger Juror der Liste der Sachbücher des Monats der Literarischen Welt, sowie Autor und Interviewpartner beim WDR5, bei der Neuen Zürcher Zeitung und beim ORF Radio Österreich 1.
Er ist berufenes Mitglied der Deutschen Akademie für Fußball-Kultur.

## Publikationen
- Fortschritt – Glück – Utopie. Kritik der sozialdemokratischen Fortschrittsidee in Geschichte und Gegenwart. Hochschulschrift / Doktordissertation, Universität Frankfurt am Main 1982, 287 Seiten.
- Bananenrepublik und Gurkentruppe. Die nahtlose Übereinstimmung von Fußball und Politik 1954–1987. Eichborn, Frankfurt am Main 1987, ISBN 978-3-8218-0401-9.
- Kohl & Maradona. Politik und Fußball im Doppelpass. Eichborn, Frankfurt am Main 1990, ISBN 978-3-8218-1112-3.
- Die Kanzler und die Künste. Die Geschichte einer schwierigen Beziehung. Aufsatzsammlung. Siedler Verlag, München 2005, ISBN 978-3-88680-803-8.
- Unverbrüchlich aus der Zeit gefallen. (K)eine Festschrift zum 150. Geburtstag der SPD. Campus Verlag, Frankfurt am Main 2013, ISBN 978-3-593-42178-0.

### Als Redakteur/Mitautor/Herausgeber
- Ernst Loewy: Beim Überschreiten der Grenze. Autobiographisches. Manuskripte / Misch-Konvolut / Briefsammlung von 16. November 1979 bis circa 1990er Jahre. Deutsches PEN-Zentrum der Bundesrepublik, Bremen, 417 Blätter.
- Die Unfähigkeit zu feiern. Der 8. Mai. Verlag Neue Kritik, Frankfurt am Main 1985, ISBN 978-3-8015-0199-0.
- mit Joep M. Bik: Doppelpässe. Fußball & Politik. Aufsatzsammlung. Eichborn, Frankfurt am Main 1997, ISBN 978-3-8218-1471-1.
- Mit dem Verstand ist Russland nicht zu fassen. Konferenzschrift. (Die Veranstaltung „Mit dem Verstand ist Russland nicht zu Fassen“ fand am 10. Juni 2012 auf Schloss Neuhardenberg statt). Theater der Zeit, Berlin 2012, ISBN 978-3-943881-20-2.